# Vitznau
Vitznau ist eine politische Gemeinde im Wahlkreis Luzern-Land des Kantons Luzern in der Schweiz.

## Geographie
Vitznau liegt am Ufer des Vierwaldstättersees an einer Ausbuchtung des Weggiserbeckens – und gleichzeitig am Südfuss der Rigi. Wegen dieser geschützten Lage verfügt die Gemeinde über ein aussergewöhnlich mildes Klima, wo sogar Weintrauben und Palmen gedeihen.
Das Dorf selbst ist als Folge des Zusammenwachsens verschiedener Weiler mit dem Dorf Vitznau ein langgestrecktes Strassendorf am Ufer des Sees. Die Weiler Reime, Zihl, Tschuoppis und Altdorf sind mittlerweile zu Dorfquartieren geworden. An der westlichen Gemeindegrenze liegt der Ortsteil Wilen, der aus den Weilern Unterwilen am Seeufer und verschiedenen Häusergruppen und Einzelgehöften am Hang darüber besteht und bis auf 774 m ü. M. ansteigt. Zwischen Unterwilen und Vitznau Dorf befindet sich Lauisegg, welches ebenfalls am Ufer des Vierwaldstättersees liegt. Zwischen Reime und dem südlich davon liegenden Dorf münden der Dorf- oder Mülibach, zwischen dem Dorf und dem südlich davon liegenden Quartier Altdorf der Altdorfbach in den Vierwaldstättersee. Überhaupt verfügt die Gemeinde über etliche kurze Bäche, welche unterhalb der Rigi entspringen und sich danach in mehr oder weniger wildem Lauf Richtung See wälzen. Nördlich des Dorfs am Hang liegen die Weiler Husen (546 m ü. M.) und Hasliweid. Per Seilbahn erschlossen ist ein aus Einzelgehöften bestehender Ortsteil namens Hinterbergen (910 m ü. M. bis 1191 m ü. M.). Die Gemeinde zählt noch etliche weitere Häusergruppen und Einzelgehöfte.
Der südlichste Punkt der Gemeinde ist die Obere Nas, welche steil aus dem Vierwaldstättersee emporsteigt. Die Gemeindegrenze führt von dort in nordöstlicher Richtung bis zum Vitznauerstock/Gersauerstock (1452 m ü. M.). Dort dreht sie nach Norden, geht am Fälmispass (1181 m ü. M.) vorbei und schlägt kurz vor Rigi Scheidegg (Kanton Schwyz) eine Nordwestrichtung ein. Sie führt entlang eines Berggrats über den Dossen (1685 m ü. M.; höchster Punkt der Gemeinde), den Chli Dosse (1670 m ü. M.), den Würzenstock (1482 m ü. M.) und den Schild (1548 m ü. M.) nach Rigi First (1453 m ü. M.; einem Ortsteil der Gemeinde Arth im Kanton Schwyz). Anschliessend geht die Gemeindegrenze in südlicher Richtung über 1000 Höhenmeter hinunter an den Vierwaldstättersee westlich von Unterwilen.
Die Rigihänge wurden in den vergangenen Jahrhunderten teilweise für die landwirtschaftliche Nutzung gerodet, sind aber mehrheitlich von Wald bedeckt. Vom Gemeindeareal von 894 ha (ohne Seeanteil) sind 54,0 % bewaldet. Rund ein Drittel – genauer 33,4 % – ist landwirtschaftliches Nutzgebiet und 8,3 % Siedlungsfläche (Stand 2015/16).
Vitznau grenzt im Westen an Weggis, im Norden an Arth, im Osten an Gersau (beide im Kanton Schwyz) und im Vierwaldstättersee an Ennetbürgen im Kanton Nidwalden. Ein Dreikantonseck (Luzern, Nidwalden und Schwyz) befindet sich im Vierwaldstättersee bei der Seeenge Nas.

## Bevölkerung
Von 1798 bis 1837 und von 1850 bis 1930 wuchs die Einwohnerzahl langsam, aber stetig an und verdoppelte sich so in 130 Jahren (1798–1930: + 108,1 %). Nach einem Einbruch in den 1930er-Jahren folgte ein langsames Wachstum bis 1960, so dass sich die Zahl der Bewohner praktisch nicht veränderte (1930–1960: − 1,0 %). In den folgenden zwei Jahrzehnten gab es wegen der Krise des lokalen Fremdenverkehrs eine starke Abwanderung (1960–1980: − 13,8 %). Daraufhin folgte bis 2011 ein erhebliches Bevölkerungswachstum (1980–2011: + 41,8 %). Gründe hierfür waren die Eröffnung einer internationalen Hotelfachschule, welche viele ausländische Schüler anzog, und das angenehme Klima am Südhang der Rigi. Nach einem einmaligen Bevölkerungsrückgang im Jahr 2012 folgte eine starke Bevölkerungszunahme (2012–2017: + 14,5 %), und die Zahl der Wohnbevölkerung erreicht Rekordwerte. Dieser Zuwachs ist vorwiegend auf die steigende Zahl von (asiatischen) Touristen zurückzuführen, die für mehr Arbeitsplätze im Fremdenverkehr sorgten.
Quellen: 1798–1837: Helvetische und kantonale Volkszählungen; Bundesamt für Statistik; 1850 bis 2000 Volkszählungsergebnisse, 2010 ESPOP, seit 2011 STATPOP

### Sprachen
Die Bevölkerung benutzt als Alltagssprache eine höchstalemannische Mundart, welche sich dadurch stark vom Stadtluzerner Dialekt unterscheidet und mehr der Sprache der benachbarten Schwyzer gleicht. Bei der letzten Volkszählung im Jahr 2000 gaben 91,72 % Deutsch, 3,08 % Albanisch und 1,15 % Italienisch als Hauptsprache an.

### Religionen – Konfessionen
Früher waren alle Bewohner Mitglied der Römisch-Katholischen Kirche. Durch Kirchenaustritte und Zuwanderung aus anderen Regionen der Schweiz und dem Ausland hat sich dies geändert. Bei der letzten Volkszählung im Jahre 2000 sah die religiöse Zusammensetzung der Bevölkerung wie folgt aus: Es gibt 74,21 % römisch-katholische und 12,70 % evangelisch-reformierte Christen. Daneben findet man 6,83 % Konfessionslose und 2,21 % Muslime (albanischer Herkunft).

### Herkunft – Nationalität
Ende 2022 zählte die Gemeinde 1461 Einwohner. Davon waren 1030 Schweizer Staatsangehörige und 431 (= 29,5 %) Menschen anderer Staatsangehörigkeit. Die grössten ausgewiesenen Zuwanderergruppen kommen aus Deutschland (160 Menschen), Portugal (78), Italien (21) und Spanien (11). 130 Personen stammen aus anderen Ländern Europas, 31 sind aussereuropäischer Herkunft.

## Geschichte

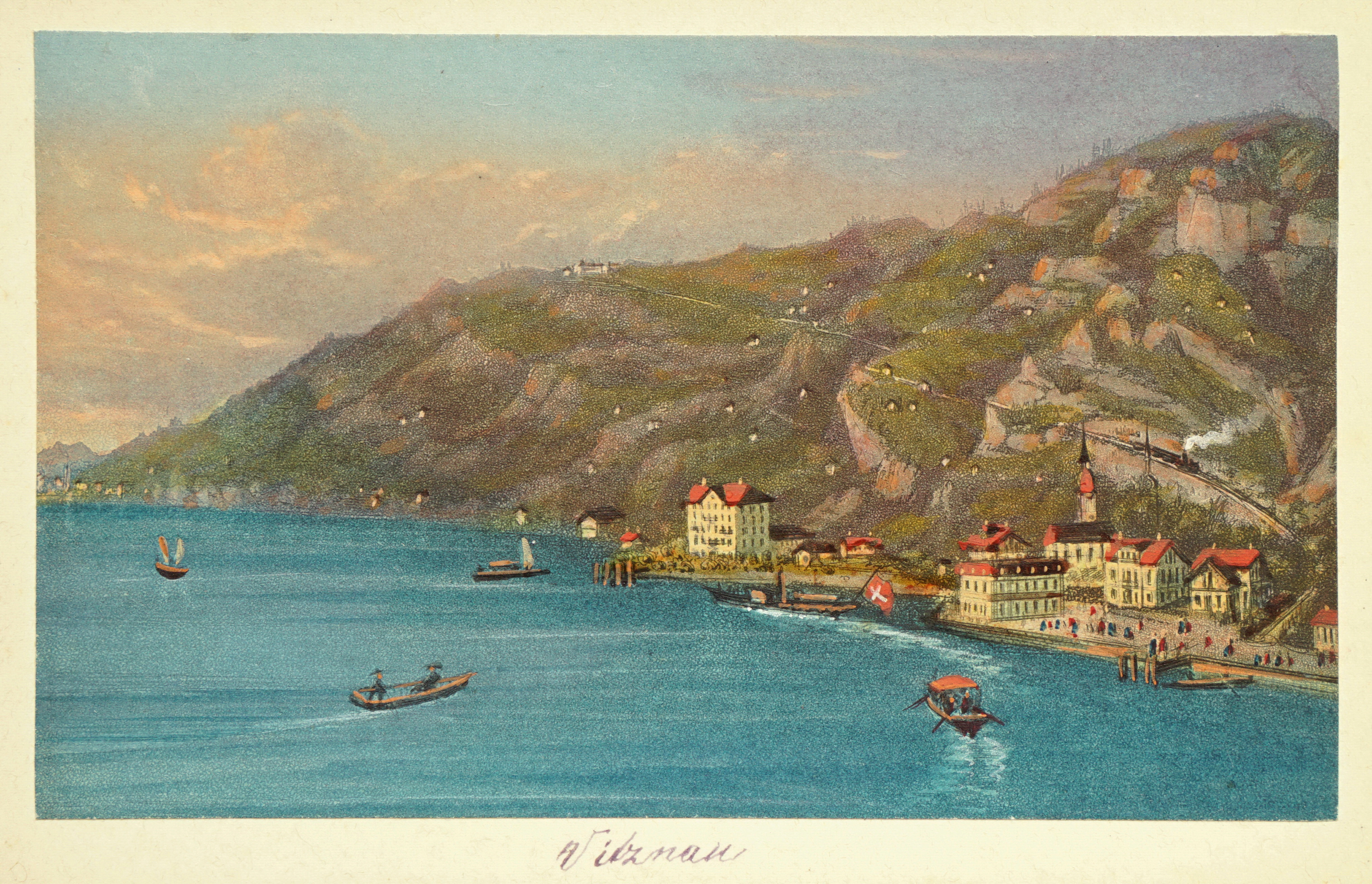
Vitznau um 1880, mit der 1871 eröffneten Rigibahn und Dampfschiff. Radierung von Heinrich Müller

Luftbild (1947)

Möglicherweise wurde die ab 1913 untersuchte Steigelfadbalm schon in der Altsteinzeit bewohnt. In historischer Zeit wird der Ort Vitznau erstmals 998 als Besitz des Klosters Pfäfers erwähnt. 1282 gehörte er den Habsburgern und wurde im Jahr 1380 als Teil von Weggis von der Stadt Luzern gekauft. Da Vitznau bis 1798 keine eigenständige Gemeinde, sondern ein Ortsteil von Weggis war, teilte es dessen Schicksal und gehörte zur Landvogtei Weggis. Von 1798 bis 1803 war Vitznau eine Ortschaft im Distrikt Luzern, anschliessend im neu geschaffenen Amt Luzern. Das diskutierte Fusionsprojekt von Greppen, Weggis und Vitznau wurde 2005 auf unbestimmte Zeit verschoben, da alle drei Gemeinden finanziell gesund sind und somit kein Kostendruck für eine Fusion besteht.
Der Ort wurde 1342 als Vitzenouwa erwähnt. Weitere historische Schreibweisen sind Vitzno, Vitzna, Vitznauw. Baedeker schrieb anfangs Fitznau.

## Politik

### Gemeinderat
Der Gemeinderat von Vitznau besteht aus fünf Mitgliedern und ist wie folgt aufgestellt (Amtsdauer 2020–2024):
- Herbert Imbach: Gemeindepräsident
- Monika Camenzind: Ressorts Bildung, Kultur und Freizeit
- Thierry Carrel: Ressorts Gesundheit und Soziales
- Peter Stampfli: Ressort Finanzen
- Jakob Höhn: Ressort Bau- und Infrastruktur

Gemeindeschreiberin: Manuela Camenzind
Leiter Verwaltung: Herbert Arnold

### Kantonsratswahlen
Bei den Kantonsratswahlen 2023 des Kantons Luzern betrugen die Wähleranteile in Vitznau: SVP 29,50 %, FDP 24,88 %, Mitte (einschliesslich Junge Mitte) 22,58 %, SP 9,20 %, Grüne (mit JG und GrüneUnt) 6,95 %, glp (mit JGLP) 5,87 % und EVP 1,02 %.

### Nationalratswahlen
Bei den Schweizer Parlamentswahlen 2023 betrugen die Wähleranteile in Vitznau: FDP 29,7 %, SVP 27,4 %, Mitte 23,9 %, SP 8,5 %, GPS 4,6 %, glp 3,4 %, übrige 2,5 %.

## Wirtschaft
Im Jahr 2016 gab es in Vitznau 129 Arbeitsstätten mit 616 Beschäftigten. Der Anteil der Beschäftigten in der Landwirtschaft ist in den letzten Jahrzehnten stark zurückgegangen. Die Landwirtschaft bietet nur noch 9,4 % der Erwerbstätigen (58 Personen) in 23 Betrieben eine berufliche Existenz. Wenig bedeutend sind auch Industrie und Gewerbe mit 10 Betrieben und 25 Beschäftigten. Der Dienstleistungsbereich zählt 96 Arbeitsstätten und 533 Beschäftigte.

## Umwelt
Vitznau trägt seit 2016 das Label «Energiestadt». Die Gemeinde beteiligt sich zusammen mit der Korporation Vitznau an einem Seewasser-Nahwärmeverbund. Haushalte wie auch Gewerberäume im Dorfzentrum werden seit 2021 mit erneuerbarer und mit Seewasser produzierter Energie geheizt und gekühlt. Die Gemeinde hat sich hierzu an der Energie Rigi Süd AG beteiligt. Der Gemeinderat sucht weiter das Gespräch mit der Korporation Vitznau, die im höher gelegenen Dorfteil bereits einen Holzschnitzel-Wärmeverbund betreibt.

## Verkehr

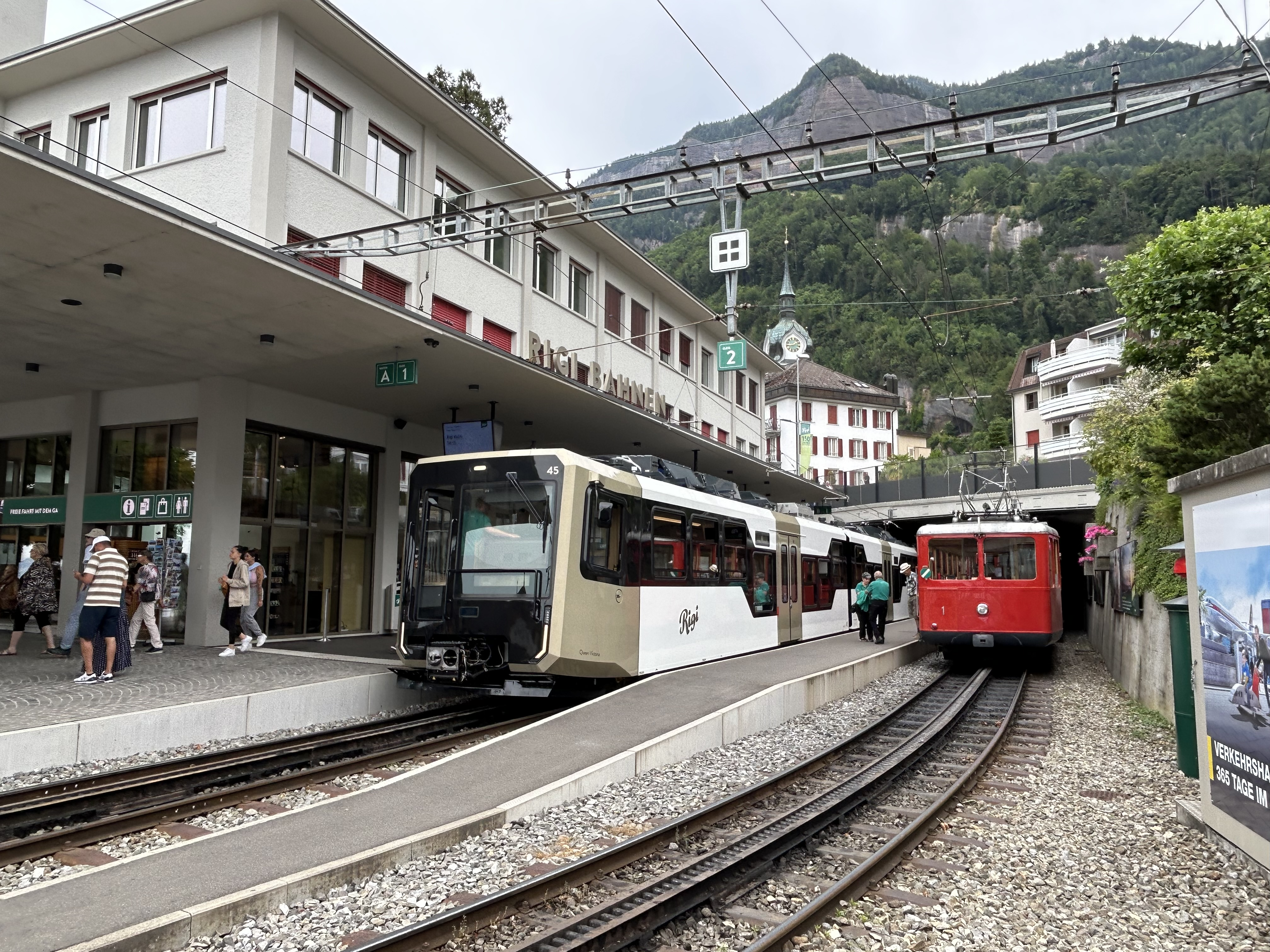
Bahnhof der Vitznau-Rigi-Bahn

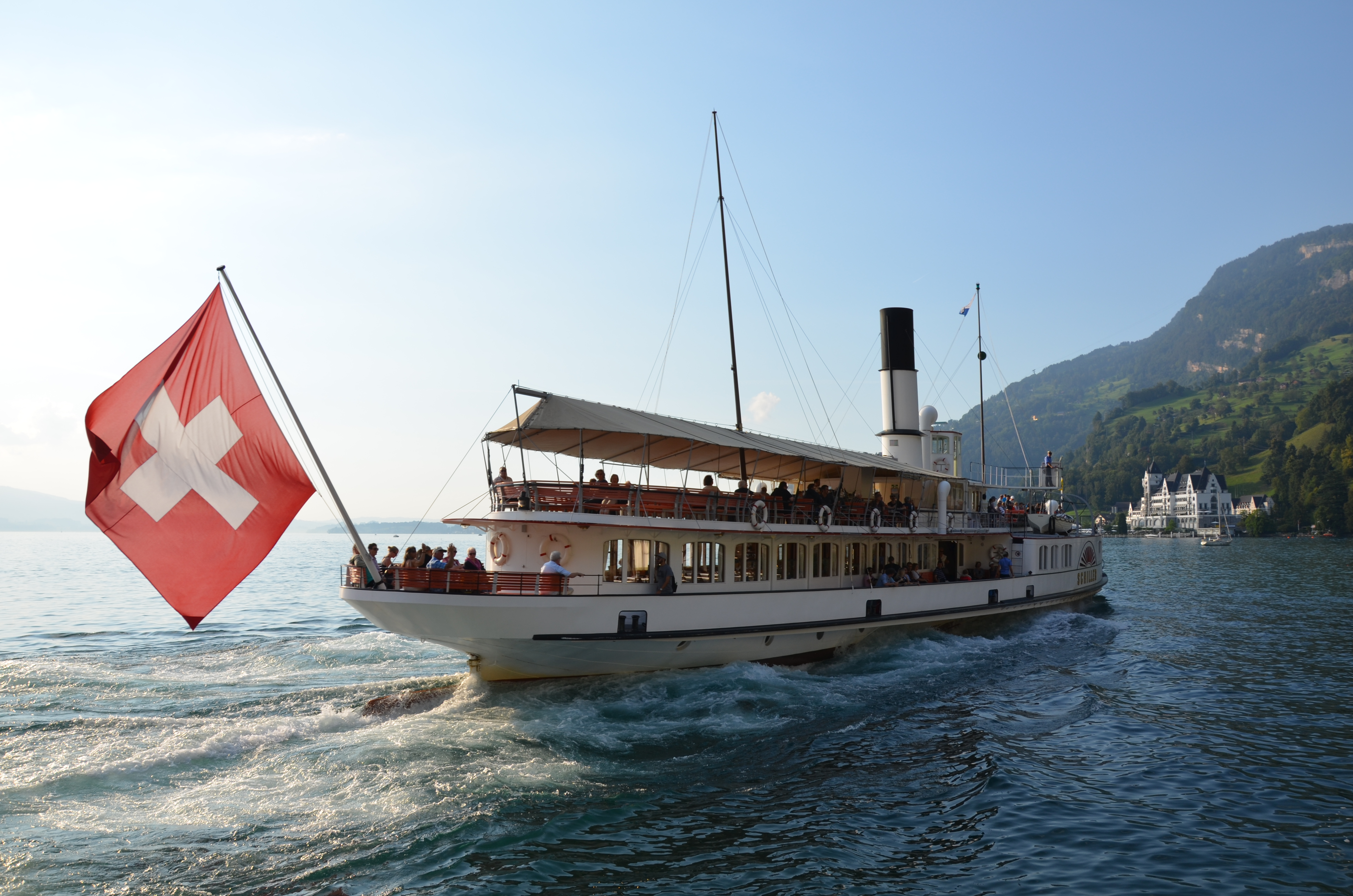
DS Schiller bei der Wegfahrt von Vitznau

Seit 1871 fährt die Vitznau-Rigi-Bahn auf die Rigi. Die einst geplante Bahnlinie von Küssnacht SZ über Vitznau nach Brunnen wurde hingegen nie verwirklicht; Vitznau ist heute per Bus und Schiff ans Netz des öffentlichen Verkehrs angeschlossen. Die Schiffe der Schifffahrtsgesellschaft des Vierwaldstättersees (SGV) fahren saisonal unterschiedlich und verkehren mit vielen Halten von Luzern über Gersau, Brunnen, Treib nach Flüelen und zurück. Die von Auto AG Schwyz betriebene, im Halbstundentakt verkehrende Buslinie Küssnacht (Bahnhof)–Weggis–Vitznau–Gersau–Brunnen (Bahnhof)–Schwyz–Arth ist insbesondere für die Anwohner beim öffentlichen Personentransport bedeutender. Der Bahnhof Küssnacht SZ liegt an der Bahnlinie Luzern–Arth Goldau, der Bahnhof Brunnen an der Gotthardlinie.
Vitznau liegt an der Kantonsstrasse Küssnacht SZ – Brunnen. Die Strasse wird bei Vitznau zwischen Ende 2023 und 2025 saniert und verbreitert. Dafür wurde ein Kran auf beziehungsweise über der Kantonsstrasse montiert, unter welchem der Verkehr weiterhin geführt werden kann. Der nächstgelegene Autobahnanschluss ist Küssnacht an der A4 in 13 km Entfernung.
In Vitznau gibt es zwei Seilbahnstationen. Eine Seilbahn führt auf den Rigi-Südhang zur bäuerlichen Siedlung Hinterbergen, eine zweite Seilbahn verbindet Vitznau mit dem Bergrestaurant Wissifluh. Die Wissifluh-Bahn ist auch in seilbahntechnischer Hinsicht von Bedeutung.

## Bildung
In Vitznau besuchten (Schuljahr 2022/2023) 31 Kinder die beiden Kindergartenklassen und 62 Primarschüler die drei Klassen in der Dorfschule. Die Sekundarstufe wird seit 1983 für die drei Seegemeinden Greppen, Vitznau und Weggis gemeinsam angeboten. Schulort ist Weggis. Für die höhere Schulbildung wählen die Kinder meist die Kantonsschule in Luzern oder das Gymnasium Immensee.

### Lernende mit Schulort Vitznau
| Schuljahr (2022/2023) | Kindergarten | Primarschule | Sekundarstufe, alle Niveaus | Gesamthaft |
| --------------------- | ------------ | ------------ | --------------------------- | ---------- |
| Abteilungen           | 2            | 3            | 0                           | 5          |
| Lernende              | 31           | 62           | 0                           | 93         |

aus der Gemeinde und Nachbargemeinden; Quelle LUSTAT

### Lernende mit Wohnort Vitznau
| Schuljahr (2022/2023) | Kindergarten | Basisstufe | Primarschule | Integrierte Sekundarschule | Gymnasium Immensee | Gesamthaft |
| --------------------- | ------------ | ---------- | ------------ | -------------------------- | ------------------ | ---------- |
| Lernende              | 31           | 0          | 62           | 23                         | 4                  | 120        |

in der Gemeinde wohnhaft; Quelle LUSTAT

## Sehenswürdigkeiten
- Park Hotel Vitznau des Investors Peter Pühringer[21]
- Kammermusiksaal KKV im Hotel Das Morgen[22]
- Die im Zweiten Weltkrieg erbaute Festung Vitznau (Artilleriewerk Mühlefluh) ist als Museum und Festungshotel zugänglich. Sie war neben der Seesperre Nas eine der wichtigsten Sperren an den Eingängen zum Reduit.

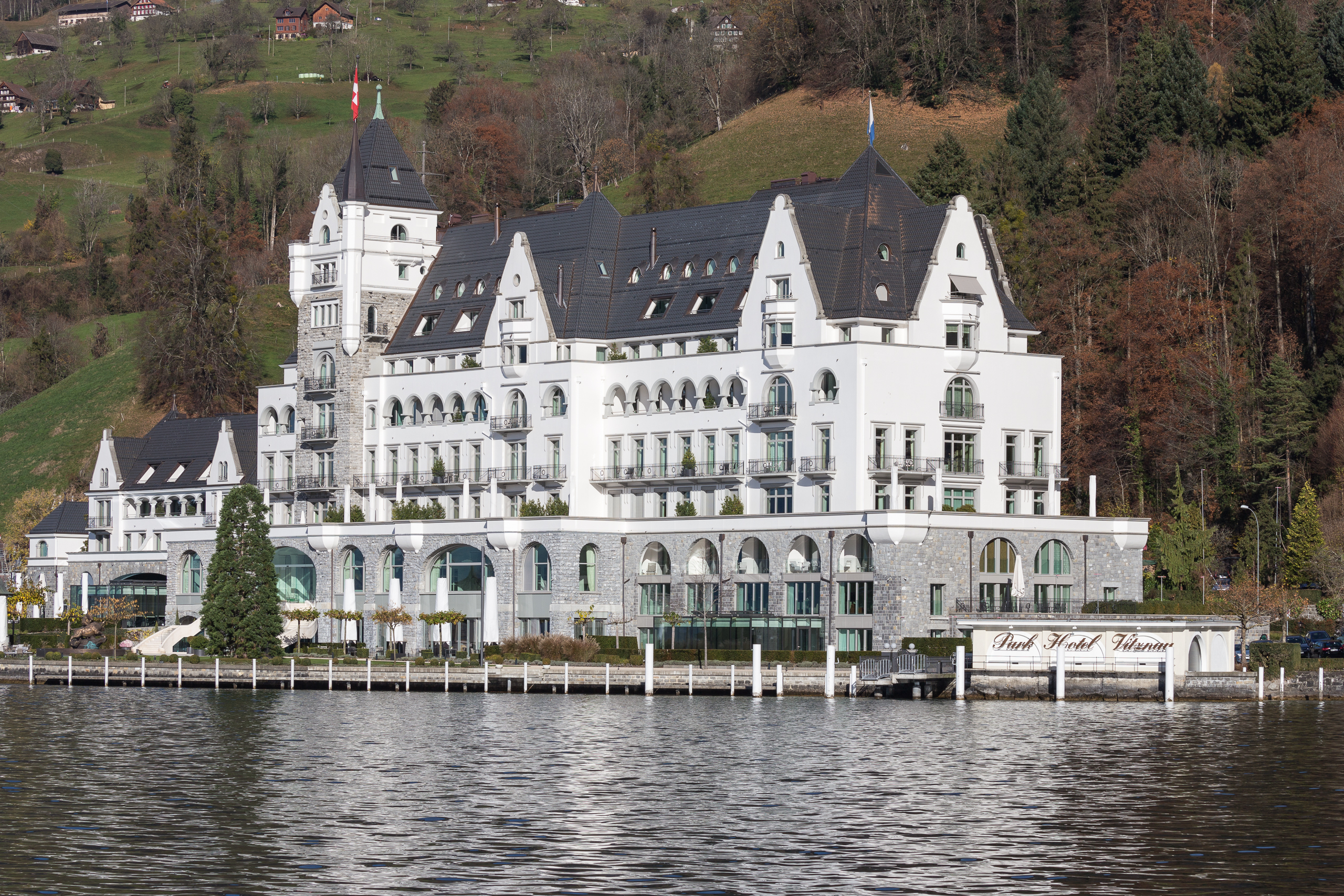
Park Hotel Vitznau
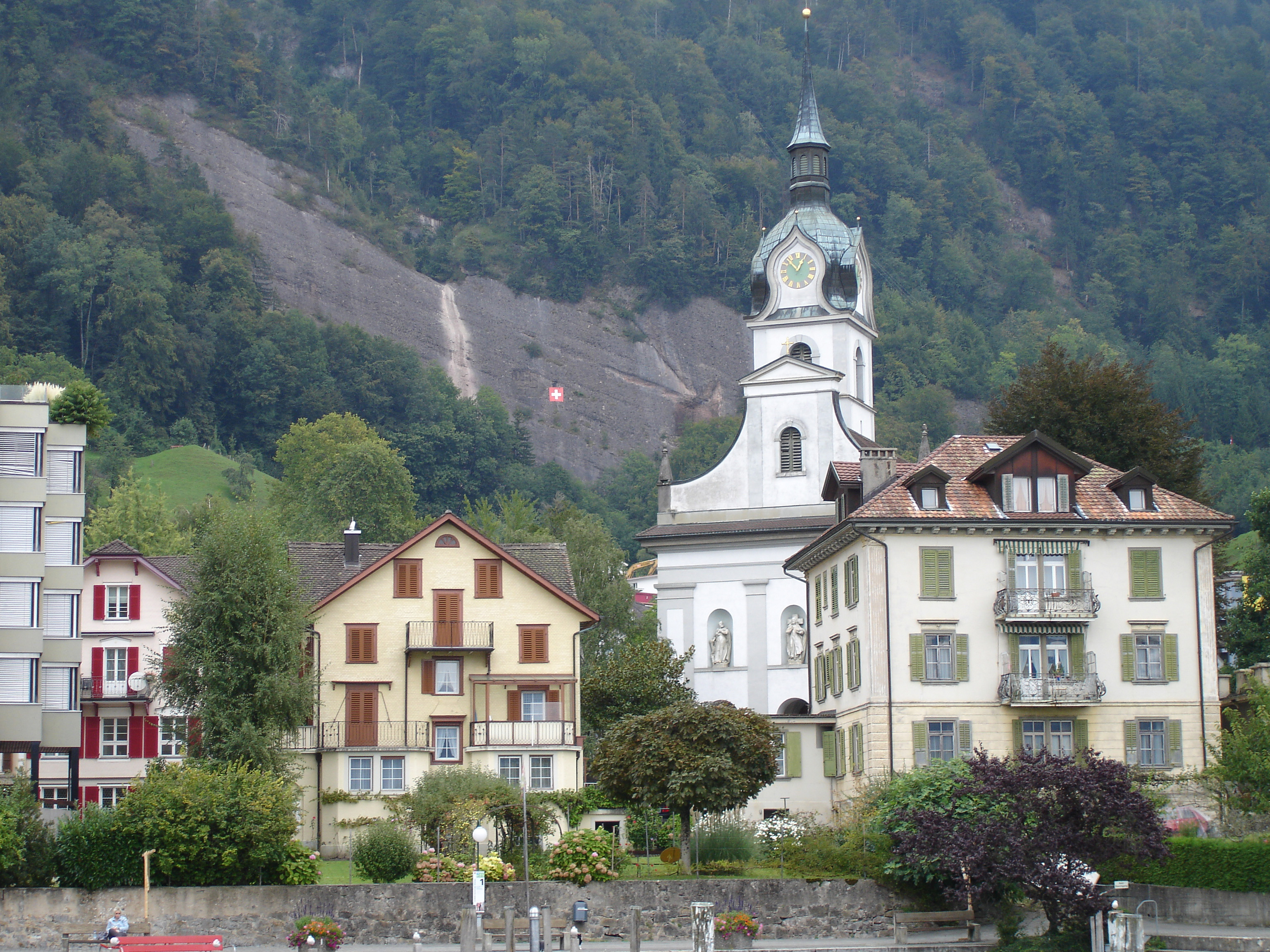
Vitznau
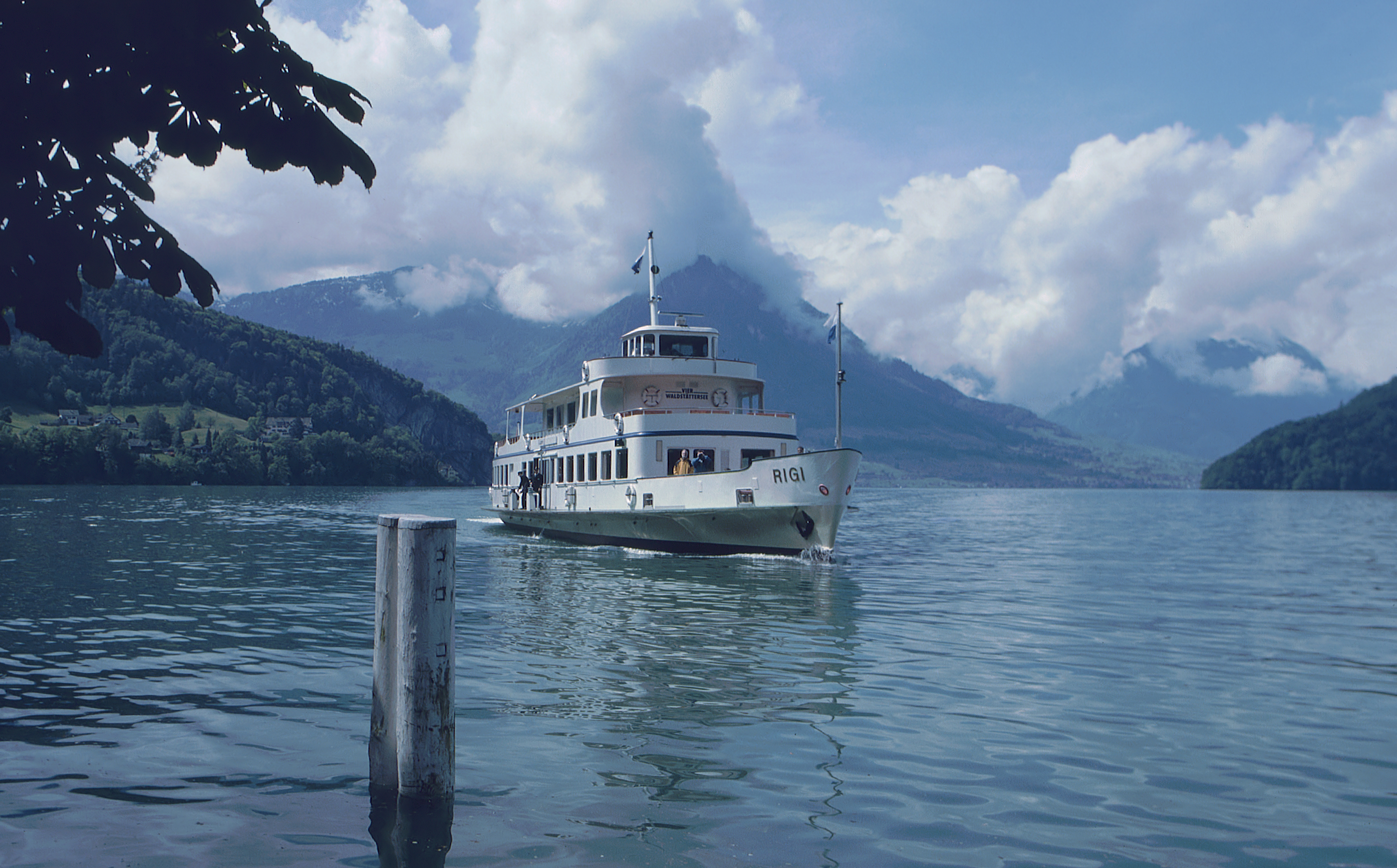
Motorschiff Rigi vor dem Anlegen in Vitznau
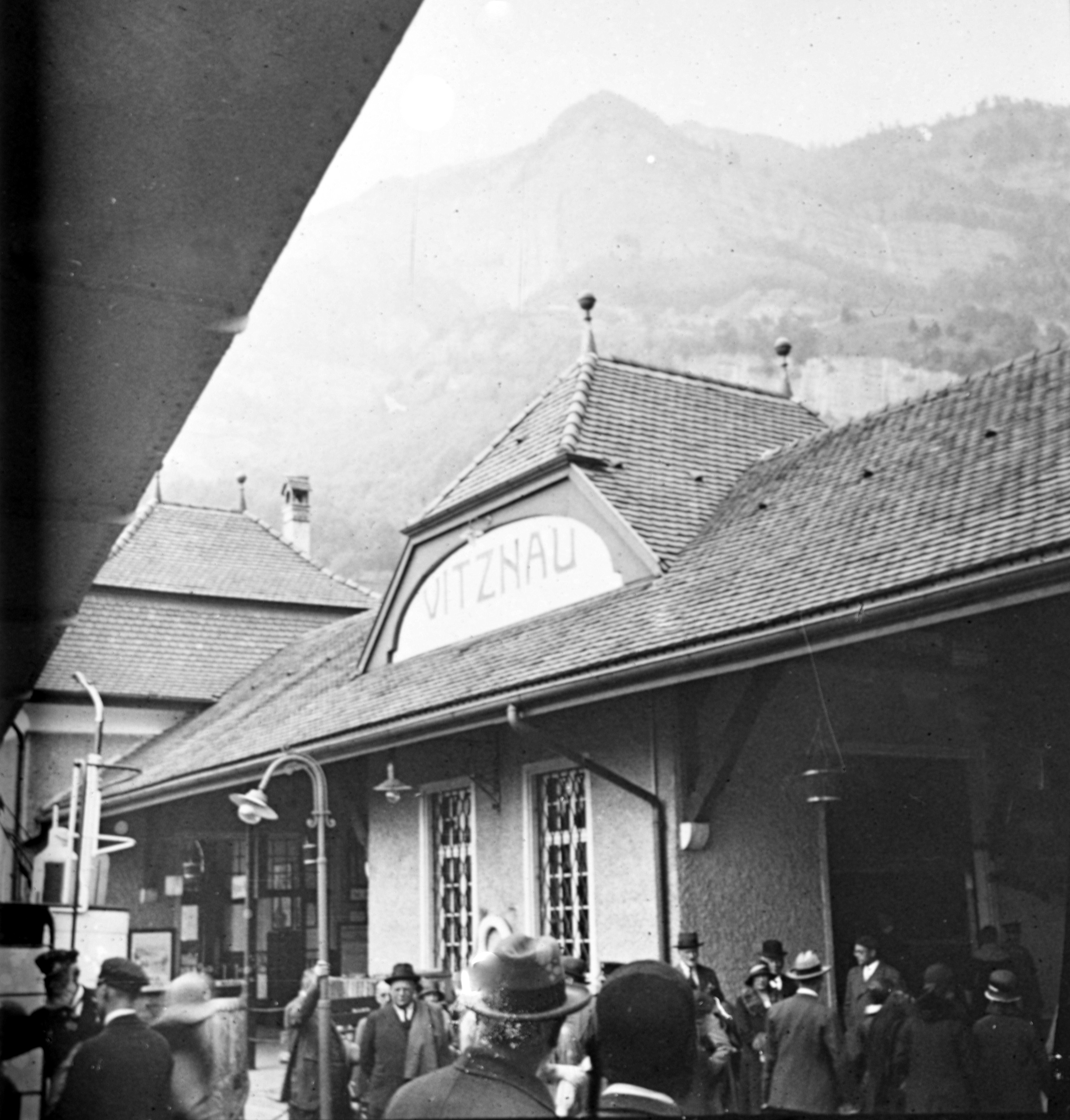
Bahnhof der Vitznau-Rigi-Bahn 1931
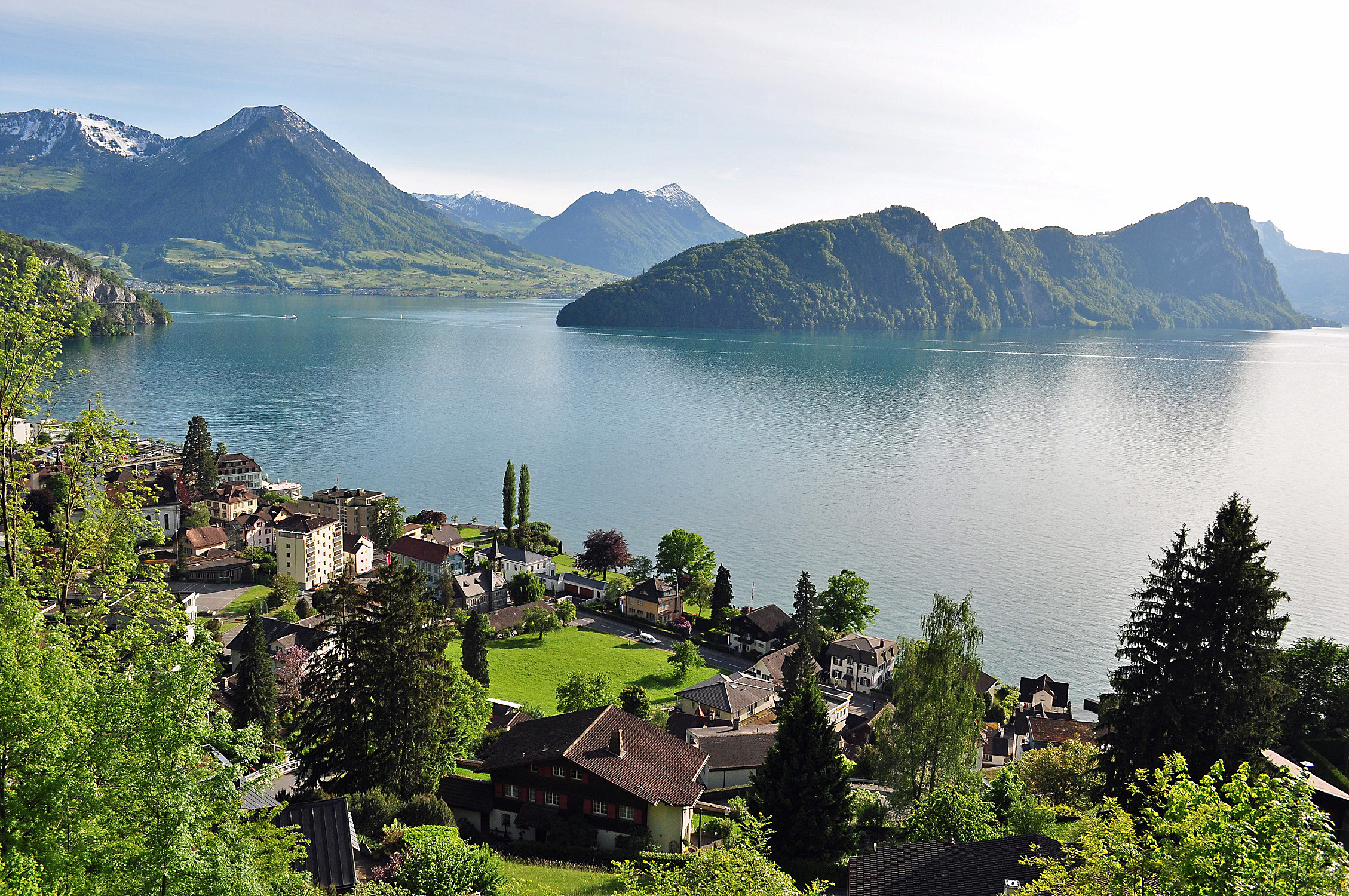
Blick auf Vitznau
Vitznau gegen das Stanserhorn, um 1910

## Persönlichkeiten
1929 weilte der deutsche Reichskanzler Gustav Stresemann (1878–1929) für einen krankheitsbedingten Erholungs-Urlaub in Vitznau. Er starb allerdings trotzdem noch im gleichen Jahr an einem Schlaganfall.
Elsa von Gutmann (1875–1947), Fürstin von Liechtenstein in den Jahren 1929–1938, verstarb hier.
Marie Speiser (1901–1986), die erste Pfarrerin im Schweizer Kanton Solothurn, wurde hier geboren.